# 城桧吏
城桧吏（日语：／ Jyou Kairi；2006年9月6日—），日本儿童演员，东京都出身，隶属于星尘传播制作2部。

## 个人简历
城桧吏在7岁时被星尘传播发掘，开始从事演艺活动。2019年，因演出是枝裕和電影《小偷家族》初次受到矚目 随后加入了由星尘传播旗下年轻演员所组成的EBiDAN，同时也以EBiDAN下属的首发KiDS组合成员的名义活动。由推理小说《都市冒险家》改编的同名真人电影是城桧吏首次担任主演的作品，该电影在2021年7月30日於日本上映。

## 個人生活
左撇子，身高170厘米，特長是短跑和跳舞。喜歡辣的食物，尤其是媽媽做的麻婆豆腐據說“我喜歡，因為辣味恰到好處”。有一個同日生日小八歲的弟弟。

## 戲劇奖项
| 年     | 奖项名             | 提名类别               | 被提名作品   | 被提名角色 | 结果 |
| ------ | ------------------ | ---------------------- | ------------ | ---------- | ---- |
| 2019年 | 兴奋电影奖         | 国际竞赛单元－最佳群演 | 《小偷家族》 | 柴田祥太   | 提名 |
| 2019年 | 法罗岛电影节       | 日韩电影金鲤奖最佳新人 | 《小偷家族》 | 柴田祥太   | 提名 |
| 2018年 | 西雅图影评人协会奖 | 最佳年轻演员           | 《小偷家族》 | 柴田祥太   | 提名 |

## 戲劇作品

### 电视剧
- 只有我不存在的城市（2017年，Netflix）饰：杉田广美（童年）
- 善良医生（2018年，富士电视台）饰：羽山响
- 大河剧（NHK）
  - 西乡殿（2018年）饰：西乡菊次郎（童年）[5]
  - 豈有此理〜蔦重繁華如夢故事〜（2025年）飾：德川家齊[6]
- 时效警察开始了（2019年，朝日电视台）饰：日下部秋斗
- Doctor X～外科医生·大门未知子～（2019年，朝日电视台）饰：吉行和十
- First Penguin!（2022年，日本電視台）飾：旁白 / 10年後的岩崎進
- 風間公親－教場0－（2023年，富士電視台）飾：苅部匠吾

### 網路劇
- 只有我不存在的城市（2017年，Netflix）飾：杉田廣美（幼少期）
- 舞伎家的料理人（2023年，Netflix）飾：中渡健太
- 宛如阿修羅（2025年，Netflix）飾：里見宏男
- 武士生死鬥（2025年，Netflix）飾：狹山進之介

### 电影
- 邻座的怪同学（2018年4月27日上映）饰：吉田优山（童年）
- 小偷家族（2018年6月8日上映）饰：柴田祥太
- 约定的梦幻岛（2020年12月18日）饰：雷[7]
- 都市冒险王（日语：都会のトム&ソーヤ）（2021年7月30日）饰：内藤内人（主演）[3]
- GHOSTBOOK おばけずかん（2022年7月22日）饰：坂本一樹（主演）
- 最好的朋友 饰：夏天（主演）

## 广告代言
- SOMPO向日葵生命保险（日语：SOMPOひまわり生命保険） 形象代言人（2019年9月11日－ ）